# Siemens Industrial Solutions and Services
Siemens Industrial Solutions and Services (I&S) war bis 31. Dezember 2007 ein Bereich des Arbeitsgebietes Automation and Control der Siemens AG mit Sitz in Erlangen. 
Die weiteren Bereiche von Automation and Control sind Siemens Automation and Drives (A&D) und Siemens Building Technologies AG (SBT).

## Produkte und Leistungen
Das Unternehmen ist der System- und Lösungsintegrator für Anlagen der  Branchen Metallurgie, Wasseraufbereitung, Zellstoff und Papier, Öl und Gas, Schiffbau, Tagebau sowie Flughafenlogistik, Postautomatisierung, Straßenverkehrstechnik und Industrielle Dienstleistungen zu steigern.
Nach dem Kauf von US Filter ist der Bereich I&S einer der Weltmarktführer im Bereich Wasser (Erzeugung/Aufbereitung, Reinigung, Wiederverwertung und Service). 
Mit der im Juli 2005 erteilten Genehmigung der Kartellbehörden der EU zum Erwerb von VA Tech durch Siemens wird VOEST-Alpine Industrieanlagenbau (VAI) in den Siemens-Bereich I&S integriert. Zusammen mit dem bisherigen Metallgeschäft des Bereichs wird einer der größten Anbieter weltweit für die Eisen-, Stahl- und Aluminiumindustrie  sowie ein Marktführer in der Metallurgietechnik geschaffen.

### Industrial Plants (IP)
Das Geschäftsgebiet I&S IP ist der klassische Anlagenbauer und sein Portfolio wird durch die VAI-Integration entsprechend verstärkt. I&S IP ist nach Branchen aufgestellt (ausgerichtet an der o. a. Organisation) und versucht kundenspezifische Lösungen und auf Branchenbedürfnisse zugeschnittene Standards zu vereinen. I&S IP vertreibt mit seinen Verbundpartnern global seine Lösungen – ist jedoch nicht global aufgestellt, sondern nutzt oft die Technologiekompetenz in seinem Stammhaus in Erlangen.

### Industrial Services (IS)
Das Geschäftsgebiet Industrial Services ist für den gesamten Produktlebenszyklus von Industrieanlagen zuständig, mit der Ausnahme der Errichtung (I&S IP) und dem Geschäftszweig I&S IS ICS (Inter Company Services) der High-End Personaldienstleister mit hochqualifizierten Mitarbeitern für die gesamte Projektabwicklungskette wie z. B. Projektleiter, Anlagenerrichter, Inbetriebsetzer für In- und Auslandsprojekte anderer Siemensbereiche und für externe Kunden. Der Geschäftszweig I&S IS E&C (Engineering & Construction) übernimmt die Aufgaben der Anlagenmodernisierung, Erweiterung, industrielle Umbauten und Infrastrukturanlagen.
Der Geschäftszweig I&S IS OLM (OnCall-, LogisticsService, Maintenance) hat sich vom Anbieter für Field-Online Service und Reparaturdienstleister in der Vergangenheit stark weiterentwickelt und bietet nun auch extern folgende Leistungen an: Reliability Solutions, Kalibrierung, Integration von Logistik-Managementsystemen, Retouren-Management, Ersatzteil-Management, Instrumente- und Werkzeugversorgung, Reinigung und Sanierung elektrotechnischer Anlagen, CMMS-Integration, Beratung und Implementierung, Technische Unterstützung, Übernahme von Instandhaltungsprozessen.

### Water Technologies (WT)
Das Geschäftsgebiet Water Technologies bietet folgende Lösungen:
- Wasser/Abwasser-Aufbereitungssysteme: physikalisch, thermisch, chemisch, biologisch und biologisch-physikalisch
- Wasser/Abwasser-Aufbereitungsprodukte: Filter, Filtermedien, Membranen, Aktivkohle, Chemikalien, Harze, Pumpen und Steuerungen
- Dienstleistungen für die Wasser/Abwasser-Aufbereitung: Wartung, Betrieb, Betreibermodelle („build-own-operate“), Reparatur, Störungsbeseitigung, mobile und Notfall-Wasserdienstleistungen, Messgeräteausrüstung, Laboranalysen

### Airport Logistics (AL)
Das Geschäftsgebiet AL bietet Komplettlösungen für die Gepäckförderung oder die Luftfrachtgüter an aus einer Hand, beginnend mit der Analyse, dem Projektdesign über Simulation und Integration bis zur Errichtung der Anlage. Vollintegrierte Security-Lösungen ermöglichen eine 100%ige Durchleuchtung aller Gepäckstücke oder der Luftfracht, ohne den Materialfluss zu unterbrechen und nicht zu Lasten der Sortier- oder Umschlagsleistung. Als Generalunternehmer bietet AL zudem zur Anlage passende Service-Konzepte.

### Postal Automation (PA)
Als Systemlieferant und als Komplettanbieter von vollintegrierten Postzentren ist der Geschäftsbereich Postal Automation von Siemens I&S auf dem Weltmarkt tätig. Zusammen mit Postgesellschaften, Kurier-, Express- und Paketdiensten sowie Großunternehmen berät, entwickelt und realisiert PA postlogistische Lösungen. Moderne Systeme sind heute in der Lage, Inhalte von Dokumenten elektronisch zu lesen und zu verstehen. Das nutzen zum Beispiel die Postdienste der Welt, wenn Sendungen erfasst, sortiert und weitergeleitet werden sollen. Die dazu notwendigen Prozesse übernehmen automatische Sortiersysteme. Ob Brief, Großbrief oder Paket, sie lesen automatisch die Adressen und generieren die entsprechenden Sortierinformationen. So können z. B. 40.000 Briefe pro Stunde sortiert werden – nach Städten, Straßen und bis auf die Gangfolge des Zustellers.

## Eckzahlen
Per 30. September 2006 wurde ein Umsatz von 8,819 Milliarden Euro erzielt und es wurden 36.200 Mitarbeiter beschäftigt.
2007 erhöhte sich der Umsatz 8,894 Milliarden Euro.

## Gliederung
Der Bereich Siemens Industrial Solutions and Services umfasst folgende Geschäftsgebiete und deren Geschäftszweige:
- Industrial Plants (IP)
  - Mining Technologies (IP MIN)
  - Iron & Steel Technologies (IP IST)
  - Metals (IP MET)
  - Pulp & Paper Technologies (IP P&P)
  - Oil & Gas Technologies (IP O&G)
  - Water Technologies (IP WAT)
  - Marine Solutions (IP MAS)

- Industrial Services (IS)
  - Engineering & Construction (IS E&C)
  - OnCall-, LogisticsService, Maintenance (IS OLM)
  - Inter Company Services (IS ICS)

- Intelligent Traffic Systems (ITS)
  - On-Street (ITS OS)
  - Centrals (ITS CE)
  - Interurban Systems (ITS IUS)
  - Parking (ITS PA)
  - Customer Services (ITS CS)
  - Telematics (ITS TM)
  - Airfield (ITS A)
  - Region Deutschland, Intelligent Traffic Systems (ITS D)

- Water Technologies (WT)

- Airport Logistics (AL)
  - Baggage Logistics (AL BL)
  - Cargo Logistics (AL CL)
  - Customer Services (AL CS)

- Postal Automation (PA)
  - Sorting Machines (PA SM)
  - Reading/Coding (PA RC)
  - Software Applications (PA SA)
  - Parcel & Systems (PA PS)
  - Customer Services (PA CS)

- Manufacturing Services (MS)
  - Workshop Services MEC (MS 2)
  - Expert Services (MS 4)

## Ehemalige Produkte und Leistungen

### Intelligent Traffic Systems (ITS)
Das Geschäftsgebiet Intelligent Traffic Systems hat eine am Leistungsangebot orientierte Organisation, die eindeutig die Schwerpunkte des Geschäftes abbildet. 
Für die Infrastrukturlösungen Airfield sind dies: Docking, Runway Lighting sowie Surface Movement Guidance and Control System.
Für die Infrastrukturlösungen Straßenverkehr sind dies: Verkehrsleittechnik (enthält Autobahnsteuerung, Tunnelsteuerung und Maut, road-pricing), Verkehrsleitzentralen, Verkehrsplanung, Digital Enforcement, Automatische Maut Parkleiten, Parkhaustechnik, Parkscheinautomaten, Detektion.
Seit dem 1. Januar 2008 gehört Siemens ITS der Division Siemens Mobility an. Zum 1. April 2008 wurde das Geschäftsgebiet in Siemens Traffic Solutions (TS) umbenannt.